# Guerra civile in Rhodesia
La guerra civile in Rhodesia, anche nota come Seconda Chimurenga o, in inglese, "Rhodesian Bush War" (ossia "guerra di boscaglia rhodesiana") ebbe luogo tra giugno 1964 e dicembre 1979 nello Stato non riconosciuto della Rhodesia (poi Zimbabwe Rhodesia e oggi Zimbabwe), tra il governo guidato dalla minoranza bianca (ma con poliziotti e militari sia bianchi che neri) di Ian Smith (e in seguito del vescovo metodista nero Abel Muzorewa), i ribelli dello ZANU di Robert Mugabe (che governerà fino al 2017 lo Zimbabwe con poteri spesso considerati dittatoriali) supportati dal regime comunista cinese, e quelli dello ZAPU di Joshua Nkomo, supportati dai sovietici. Il conflitto, che causò circa 20 000 morti in totale, terminò con gli accordi di Lancaster House, che videro il Paese tornare in mano britannica per mantere l'ordine durante le elezioni del 1980, che videro la vittoria dello ZANU-PF di Mugabe e l'indipendenza e il riconoscimento internazionale del Paese con il nome di Zimbabwe. Ha inoltre avuto un enorme impatto culturale, tra le opere più importanti che fanno riferimento troviamo il libro Sorriso Africano di Doris Lessing.

## I belligeranti

### Forze di difesa della Rhodesia
Nonostante le molte sonazioni economiche e diplomatiche, la Rhodesia riuscì a creare un esercito potente e fatto di militari stipendiati. Nel giugno 1977, il Time scrisse ''uomo per uomo, l'esercito rhodesiano si classifica tra i migliori al mondo''.
L'armata era comunque relativamente piccola con solo 3 400 soldati di professione nel 1970. Tra il 1978 e il 1979 il numero crebbe a 10 800 soldati regolari e 40 000 di riserva per quanto nell'ultimo anno di guerra solo 15.000 fossero disponibili per il servizio attivo. Eccetto per l'esercito regolare che consisteva di una maggioranza di soldati salariati bianchi (e l'aviazione e la fanteria che erano solamente costituite da bianchi) il resto era costituito solo da neri.
Al contrario, le truppe di riserva erano in maggioranza bianchi, e con l'arrivo della fine della guerra furono mandati in massa per sedare le insurrezioni. Inoltre, l'esercito era supportato dalle truppe paramilitari della polizia del Sudafrica britannico di all'incirca 8 000-11 000 uomini (di cui la maggior parte era formata da neri) e contava tra i riservisti un numero tra i 19 000 e i 35 000 poliziotti (che, come per le loro controparti nell'esercito erano in maggioranza bianchi). Le riserve della polizia fecero il ruolo dei ''guardiani''.
La guerra vide l'uso estensivo delle truppe regolari, come delle forze speciali, gli Seleous Scouts e l'aviazione. L'esercito rhodesiano combatté ferocemente contro i guerriglieri nazionalisti neri. L'esercito però, comprendeva anche dei reggimenti a maggioranza nera come i Rhodesian African Rifles. Con l'avanzare della guerra aumentarono i riservisti che andavano al fronte. Questo serviva soprattutto per supportare i soldati salariati e i volontari oltreoceano.
Nel 1978, tutti gli uomini bianchi fino ai 60 anni di età, furono chiamati alle armi: gli uomini sotto i 35 anni facevano blocchi alternati di 6 settimane fra servizio militare e vita normale. Molti volontari venivano da Irlanda, Regno Unito, Sudafrica, Portogallo, Canada, Stati Uniti (che inviarono anche veterani del Vietnam), Hong Kong, Australia e Nuova Zelanda.
Considerando l'embargo di armi, l'esercito della Rhodesia era ben equipaggiato. L'equipaggiamento base di un'unità di fanteria era l'assalto belga FN FAL prodotto in Sudafrica sotto licenza come l' R1 e supportate dall' H&K G3 che veniva fornito dal Portogallo. Invece, altre armi, come la britannica L1A1 ('SLR') variante del FAL e del più datato assalto britannico Lee–Enfield bolt-action, erano usate dalle riserve e dalla polizia del Sudafrica britannico. Altre armi includevano la Bren LMG, sia 303" e 7,62 mm NATO, la Sten SMG, la Uzi, la Browning Hi-Power pistol, l'assalto Colt M16 (molto datata ai tempi della guerra), FN MAG (FN MAG58) mitragliatrice multiuso, un mortaio da 81 mm. Dolo la DUI, la Rhodesia era molto rilevante nella produzione sudafricana e domestica di armi e equipaggiamento, nonché nel contrabbando internazionale dove le operazioni di contrabbando furono chiamate "sanction-busting" (aggiramento delle sanzioni). Il Sudafrica dava aiuti sostanziosi alla Rhodesia in forma di prestiti/locazioni e, sia in maniera ufficiale che inufficiale, tramite il supporto di alcuni gruppi delle forze armate sudafricane.
L'Aviazione militare della Rhodesia (RhAF) uso una ampia gamma di mezzi ed ebbe un ruolo importante, con il supporto aereo garantivano un vantaggio significativo alle forza rhodesiane rispetto ai loro nemici guerriglieri. La flotta consisteva di vecchi aerei britannici e in gran parte obsoleti, come lo statunitense Douglas Dakota, un aereo da trasporto militare usato durante la Seconda Guerra Mondiale, e il britannico de Havilland Vampire. L'embargo sulle armi causò una mancanza di pezzi di ricambio da fornitori esterni per gli aerei della RhAF che dovette trovare dei metodi alternativi per mantenere in volo i suoi mezzi. La più grande aviazione sudafricana forniva addestramento completo, aerei ed equipaggio alla RhAF per supportarla nelle sue operazioni a partire dal 1966. I rhodesiani usavano anche mezzi più moderni come i bombardieri Hawker Hunter e Canberra, il Cessna Skymaster come anche gli elicotteri Aérospatiale Alouette III (SA316) finché non vennero sostituiti dal Agusta Bell 205. Verso la fine della guerra i rhodesiani riuscirono a introdurre clandestinamente e usare alcuni elicotteri Agusta Bell UH-1 Iroquois.
All'inizio della Prima Guerra Mondiale, la gran parte delle tecnologie dell'esercito rhodesiano era prodotta in Regno Unito o nel resto del commonwealth, ma nel corso della guerra, nuove tecnologie come i carri armati Eland venivano acquistati dal Sudafrica. Molti carri armati polacchi T-55 destinati al regime di Idi Amin, in Uganda, furono dirottati dai sudafricani in Rhodesia, nell'ultimo anno di guerra. I rhodesiani producevano anche un'ampia gamma di MRAPV, usando solitamente la Mercedes Unimog, Land Rover e parti di camion Bedford, oltre a copie senza licenza del Mercedes-Benz UR-416.
Nel corso del conflitto, molti dei cittadini bianchi furono chiamati alle armi, e non era strano vedere delle casalinghe portare dei SMG. Si diffuse una forte mentalità d'assedio e tutti i trasporti civili dovettero essere scortati in convogli per proteggersi da eventuali imboscate.

### Gruppi guerriglieri africani
I due maggiori gruppi armati che combattevano il governo di Ian Smith erano l'Armata di liberazione dell'Unione Africana Nazionale di Zimbabwe (ZANLA), ramo armato dell'Unione Nazionale Africana di Zimbabwe (ZANU) e l'Armata Rivoluzionaria Popolare di Zimbabwe (ZIPRA), ramo armato dell'Unione Popolare Africana di Zimbabwe (ZAPU). I combattimenti rimase per lo più in scenari rurali, poiché i due gruppi cercavano sia di guadagnare l'appoggio degli agricoltori e reclutare combattenti, sia di combattere l'amministrazione rhodesiana che i civili bianchi. Per assicurarsi il dominio locale, lo ZANLA e lo ZIPRA combattevano fra di loro come contro le forze di sicurezza.

#### ZANLA
Lo ZANLA è il gruppo armato legato allo ZANU. L'organizzazione aveva anche forti collegamenti con il movimento indipendentista mozambicano, il FRELIMO. Lo ZANLA, alla fine, era presente in modo più meno permanente su più della metà del territorio, come evidenziato dalla demolizione di basi alla fine della guerra, quasi in tutte le provincie tranne nel Matabeleland Settentrionale.

## Il contesto storico
Il conflitto si inserì nel contesto del post - colonialismo e della Guerra Fredda: infatti il governo Smith organizzò la secessione della Rhodesia dall'Impero Britannico nel 1965 e successivamente prese la decisione di proclamare la repubblica e l'uscita dal Commonwealth (23 marzo 1970). Il regime, similmente al Sud Africa, si fondava sulla segregazione razziale, in cui una comunità di circa 250 000 bianchi controllava il potere politico, economico e militare, mentre circa 6 milioni di neri erano confinati in una condizione di povertà ed analfabetismo. In seno alla Guerra Fredda perché la Rhodesia, alleata del Sud Africa ed inizialmente con il Portogallo (che cercava di mantenere il controllo delle sue colonie africane), si opponeva ai movimenti comunisti attivi nell'Africa Australe; si svilupparono inoltre stretti legami tra i movimenti di guerriglia attivi in Rhodesia, Angola, Mozambico, Namibia e Zambia. Il conflitto vide numerosi blitz condotti dalle forze rhodesiane oltre i confini nazionali, per colpire i santuari della guerriglia in Zambia e in Mozambico.
Seppur di piccole dimensioni e con limitate risorse economiche (in seguito all'isolamento internazionale del Paese), le forze armate della Rhodesia colsero numerosi successi ed inflissero ai guerriglieri perdite maggiori. Tuttavia il forte sostegno popolare alla guerriglia, la fine dell'impero coloniale portoghese ed il crescente sostegno internazionale in favore della risoluzione del conflitto, portò il governo rhodesiano a trattare con i movimenti d'opposizione per una transizione democratica.

## Le conseguenze
La fine della guerra portò al suffragio universale del 1979, dando inizio al dominio della maggioranza nera del paese, con il partito ZANU, e comportando di conseguenza la fine di quella bianca, portata all'emigrazione verso il Sud Africa. Gli accordi di Lancaster house posero fine alla sanguinosa guerra civile che si teneva nel paese tra i guerriglieri neri e quelli bianchi. Gli accordi sancirono un ritorno temporaneo della Rhodesia alla sovranità del Regno Unito per poi cederla alla neonata Repubblica dello Zimbabwe. Le elezioni del 18 aprile 1980 posero fine al mandato britannico e segnarono l'inizio del regime di Robert Mugabe.
Altra conseguenza della fine del conflitto fu lo scioglimento di numerosi reparti militari che si erano distinti nella controguerriglia e pertanto non erano ben visti dal nuovo regime: il Rhodesian Special Air Service, i Selous Scout, i parà del Rhodesian Light Infantry, il Rhodesian African Rifles. I membri di tali unità troveranno rifugio in Sud Africa, arruolandosi quasi tutti nelle forze armate locali.
In seguito, per via della connotazione decisamente totalitaria del nuovo regime, lo Zimbabwe sarà espulso dal Commonwealth.